# Сельское поселение Верховажское
Сельское поселение Верховажское — сельское поселение в составе Верховажского района Вологодской области.
Центр — село Верховажье.
Расположено в северо-западной части района. В состав сельского поселения входят районный центр село Верховажье и 4 близлежащих населённых пункта. Другие населённые пункты, расположенные рядом с Верховажьем, относятся к Нижне-Важскому сельскому поселению.
Образовано 1 января 2006 года в соответствии с Федеральным законом № 131 «Об общих принципах организации местного самоуправления в Российской Федерации».
В состав сельского поселения вошёл Верховажский сельсовет.

## Населённые пункты
В 1999 году был утверждён список населённых пунктов Вологодской области. С тех пор состав Верховажского сельсовета не изменялся.
В состав сельского поселения входят 5 населённых пунктов, в том числе
3 деревни,
1 посёлок,
1 село.
| Населённый пункт         | ОКАТО          | Рег. номер | Расстояние до районного центра, км | Координаты                      |
| ------------------------ | -------------- | ---------- | ---------------------------------- | ------------------------------- |
| деревня Верхнее Макарово | 19 216 804 007 | 1362       | 6                                  | 60°45′57″ с. ш. 42°05′59″ в. д. |
| село Верховажье          | 19 216 804 001 | 1361       | —                                  | 60°44′32″ с. ш. 42°02′43″ в. д. |
| деревня Рогачиха         | 19 216 804 011 | 1363       | 6                                  | 60°42′36″ с. ш. 41°59′48″ в. д. |
| посёлок Теплый Ручей     | 19 216 804 005 | 1364       | 3                                  | 60°44′41″ с. ш. 42°04′40″ в. д. |
| деревня Филинская        | 19 216 804 012 | 1365       | 5                                  | 60°45′28″ с. ш. 42°05′58″ в. д. |

## Население
| 2011  | 2012  | 2013  | 2014  | 2015  | 2016  | 2017  |
| ----- | ----- | ----- | ----- | ----- | ----- | ----- |
| 5537  | ↗5547 | ↗5560 | ↗5578 | ↗5606 | ↗5615 | ↗5630 |
| 2018  | 2019  | 2020  | 2021  |       |       |       |
| ↘5565 | ↗5582 | ↘5558 | ↘5358 |       |       |       |